# Argyrophora arcualis
Argyrophora arcualis là một loài bướm đêm trong họ Geometridae.